# Valentin Delpy
Pour les articles homonymes, voir Delpy.
Pas d'image ? Cliquez ici

a Compétitions nationales et continentales officielles uniquement.

Dernière mise à jour le 30 juin 2025.
Valentin Delpy, né le 22 août 2003, est un joueur français de rugby à XV évoluant au poste de demi d'ouverture.
Il remporte le Championnat de France en 2024 et 2025 avec le Stade toulousain. 

## Biographie

### Jeunesse et formation
Valentin Delpy commence la pratique du rugby à XV avec le Sporting Club appaméen avec qui il joue pendant dix ans.
Par la suite, il rejoint Blagnac Rugby en 2018, avec qui il remporte le Championnat de France espoirs en division « nationaux » en 2021. Il fait ses débuts avec l'équipe première de Blagnac Rugby en Nationale le 24 septembre 2022 face à l'US bressane en remplaçant Ugo Seunes à la 70e minute. Il atteint les demi-finales du championnat en fin de saison.
En 2023, il rejoint le centre de formation du Stade toulousain. Il remporte le Championnat de France espoirs en 2024.

### Carrière en club
Valentin Delpy fait ses débuts en Top 14 avec l'équipe professionnelle du Stade toulousain le 2 septembre 2023 face à Oyonnax Rugby. En parallèle du Stade toulousain, où il évolue surtout avec l'équipe espoirs, il dispute quelques matchs en prêt avec Blagnac Rugby durant la saison 2023-2024.
En février 2025, il rejoint l'USA Perpignan sous la forme d'un prêt jusqu'à la fin de la saison 2024-2025 de Top 14. En fin de saison, il termine son prêt avec Perpignan avec 12 matchs disputés et 35 points marqués.
Pour la saison 2025-2026, il est de nouveau prêté à Colomiers Rugby en Pro D2.

## Palmarès
- Vainqueur du Championnat de France espoirs nationaux en 2021 vec le Blagnac Rugby.
- Vainqueur du Championnat de France espoirs en 2024 avec le Stade toulousain.
- Vainqueur du Championnat de France en 2024[N 1] et 2025[N 1] avec le Stade toulousain.